# وست تشتر (إلينوي)
وست تشتر (بالإنجليزية: Westchester)‏ هي قرية تقع في الولايات المتحدة في إلينوي. يقدر عدد سكانها بـ 16,718 نسمة .

## التركيبة السكانية
حدّد مكتب تعداد الولايات المتحدة بيانات التركيبة السكانية لوست تشتر في تعداد الولايات المتحدة. في ما يلي، التركيبة السكانية حسب تعدادي 2000 و2010.

### تعداد عام 2000
بلغ عدد سكان وست تشتر 16,824 نسمة بحسب تعداد عام 2000، وبلغ عدد الأسر 7,015 أسرة وعدد العائلات 4,925 عائلة مقيمة في القرية. في حين سجلت الكثافة السكانية 1,761.7 نسمة لكل كيلومتر مربع (4,562.8/ميل2). وبلغ عدد الوحدات السكنية 7,123 وحدة بمتوسط كثافة قدره 745.9 لكل كيلومتر مربع (1,931.9/ميل2).
وتوزع التركيب العرقي للقرية بنسبة 86.15% من البيض و7.20% من الأمريكيين الأفارقة و0.07% من الأمريكيين الأصليين و3.44% من الأمريكيين ذوي الأصول الآسيوية و0.01% من سكان جزر المحيط الهادئ و1.99% من الأعراق الأخرى و1.15% من عرقين مختلطين أو أكثر و5.68% من الهسبانيون أو اللاتينيون من أي عرق.
بلغ عدد الأسر 7,015 أسرة كانت نسبة 24.7% منها لديها أطفال تحت سن الثامنة عشر تعيش معهم، وبلغت نسبة الأزواج القاطنين مع بعضهم البعض 58.3% من أصل المجموع الكلي للأسر، ونسبة 9.2% من الأسر كان لديها معيلات من الإناث دون وجود شريك،  بينما كانت نسبة 2.7% من الأسر لديها معيلون من الذكور دون وجود شريكة وكانت نسبة 29.8% من غير العائلات. تألفت نسبة 26.5% من أصل جميع الأسر من عدة أفراد يعيشون في نفس المنزل ونسبة 15% كانت تتألف من شخص يعيش بمفرده يبلغ من العمر 65 عاماً أو أكثر. وبلغ متوسط حجم الأسرة المعيشية 2.38، أما متوسط حجم العائلات فبلغ 2.88.
بلغ العمر الوسطي للسكان 44.9 عاماً. وكانت نسبة 18.6% من القاطنين تحت سن الثامنة عشر، وكانت نسبة 4.8% بين الثامنة عشر والرابعة والعشرين عاماً، ونسبة 26.8% كانت واقعةً في الفئة العمرية ما بين الخامسة والعشرين والرابعة والأربعين عاماً، ونسبة 24.5% كانت ما بين الخامسة والأربعين والرابعة والستين، ونسبة 24.7% كانت ضمن فئة الخامسة والستين عاماً فما فوق. يوجد لكل 100 أنثى 87.7 ذكر، ويوجد لكل 100 أنثى في الثامنة عشر من عمرها فما فوق 84.4 ذكر.
بلغ متوسط دخل الأسرة في القرية 58,321 دولارًا، أما متوسط دخل العائلة فبلغ 68,879 دولارًا. وكان متوسط دخل الذكور 48,527 دولارًا مقابل 36,114 دولارًا للإناث. وسجل دخل الفرد الخاص بالقرية 27,498 دولارًا. وكانت نسبة 1.2% من العائلات ونسبة 2.2% من السكان تحت خط الفقر، وكان من هؤلاء نسبة 1.4% تحت سن الثامنة عشر ونسبة 3% في الخامسة والستين من العمر وما فوق.

### تعداد عام 2010
بلغ عدد سكان وست تشتر 16,718 نسمة بحسب تعداد عام 2010، وبلغ عدد الأسر 6,865 أسرة وعدد العائلات 4,626 عائلة مقيمة في القرية. في حين سجلت الكثافة السكانية 1,750.6 نسمة لكل كيلومتر مربع (4,534.0/ميل2). وبلغ عدد الوحدات السكنية 7,219 وحدة بمتوسط كثافة قدره 755.9 لكل كيلومتر مربع (1,957.8/ميل2).
وتوزع التركيب العرقي للقرية بنسبة 74.37% من البيض و14.29% من الأمريكيين الأفارقة و0.26% من الأمريكيين الأصليين و3.97% من الأمريكيين ذوي الأصول الآسيوية و0.04% من سكان جزر المحيط الهادئ و5.28% من الأعراق الأخرى و1.79% من عرقين مختلطين أو أكثر و14.86% من الهسبانيون أو اللاتينيون من أي عرق.
بلغ عدد الأسر 6,865 أسرة كانت نسبة 26.9% منها لديها أطفال تحت سن الثامنة عشر تعيش معهم، وبلغت نسبة الأزواج القاطنين مع بعضهم البعض 53.1% من أصل المجموع الكلي للأسر، ونسبة 10.7% من الأسر كان لديها معيلات من الإناث دون وجود شريك،  بينما كانت نسبة 3.5% من الأسر لديها معيلون من الذكور دون وجود شريكة وكانت نسبة 32.6% من غير العائلات. تألفت نسبة 28.7% من أصل جميع الأسر من عدة أفراد يعيشون في نفس المنزل ونسبة 15.1% كانت تتألف من شخص يعيش بمفرده يبلغ من العمر 65 عاماً أو أكثر. وبلغ متوسط حجم الأسرة المعيشية 2.42، أما متوسط حجم العائلات فبلغ 3.00.
بلغ العمر الوسطي للسكان 46.2 عاماً. وكانت نسبة 19.7% من القاطنين تحت سن الثامنة عشر، وكانت نسبة 5.1% بين الثامنة عشر والرابعة والعشرين عاماً، ونسبة 23.7% كانت واقعةً في الفئة العمرية ما بين الخامسة والعشرين والرابعة والأربعين عاماً، ونسبة 29.4% كانت ما بين الخامسة والأربعين والرابعة والستين، ونسبة 22.1% كانت ضمن فئة الخامسة والستين عاماً فما فوق. وتوزع التركيب الجنسي للسكان بنسبة 46.9% ذكور و53.1% إناث.

## أعلام
- مارتن أودونيل
- جيم دوركين
- كاثرين هان
- جاك سميث